# Károly Kerényi
Károly (Carl, Karl) Kerényi (ur. 19 stycznia 1897 w Temesvárze, zm. 14 kwietnia 1973 w Kilchbergu) – Węgier pochodzenia niemieckiego, jeden z najwybitniejszych współczesnych mitografów, twórca nowego podejścia do mitów.

## Życiorys
Urodził się w rodzinie drobnych właścicieli ziemskich. Po wstąpieniu na Uniwersytet Budapeszteński studiował filologię klasyczną – doktorat napisał o Platonie i Pseudo-Longinosie oraz starożytnych teoriach estetycznych. Po ukończeniu studiów pracował jako nauczyciel szkół średnich, wiele podróżował do Grecji i Włoch, studiował także w Greifswaldzie, Heidelbergu i Berlinie.
Swą pierwszą książkę Die griechisch-orientalisches Romanliteratur in religionsgeschichtlicher Beleuchtung (dedykowaną Franzowi Bollowi) opublikował w 1927 roku – w ten sposób uzyskał docenturę prywatną na Uniwersytecie Budapeszteńskim. Otrzymał też powołanie na katedrę filologii klasycznej w Peczu (1934) i historii starożytnej w Segedynie (1941). W Grecji spotkał się w 1929 roku z Walterem F. Otto, za sprawą którego zaczął łączyć uprawianie studiów filologicznych z religioznawstwem porównawczym, hermeneutyką i historią społeczną; przyjaźń z Carlem Gustavem Jungiem pchnęła go w kierunku współczesnej psychologii archetypowej – razem z nim napisał Einfűhrung in das Wesen der Mythologie; przyjaźń z Thomasem Mannem wywarła większy wpływ raczej na tego drugiego – Kerényi służył Mannowi jako konsultant podczas pracy nad trylogią Józef i bracia jego. Korespondencja Kerényi-Mann opublikowana została w roku 1975.
Od 1943 roku Kerényi zamieszkał w Szwajcarii. Najpierw wojna, później reżim stalinowski nie pozwoliły mu wrócić do kraju. Potępiany przez filozofa György Lukácsa jako „poplecznik faszyzmu”, pod koniec lat czterdziestych wystąpił o obywatelstwo szwajcarskie i je uzyskał. Zamieszkał w Kilchbergu pod Zurychem.
Kerényi był współtwórca Instytutu Carla Gustava Junga w Zurychu; w 1961 roku został członkiem Norweskiej Akademii Nauk; otrzymał doktorat honorowy Uniwersytetu w Uppsali i złoty medal Towarzystwa im. Humboldta.
Karl Kerényi pisał po niemiecku.

## Prace
- Apollon. Studien über antike Religion und Humanität (1937)
- Das ägäische Fest. Die Meergötterszene in Goethes Faust II (1941)
- Der Mythos der Hellenen in Meisterwerken der Münzkunst (1941)
- Töchter der Sonne, Betrachtungen über griechische Gottheiten (1944)
- Bachofen und die Zukunft des Humanismus. Mit einem Intermezzo über Nietzsche und Ariadne. (1945)
- Die Geburt der Helena samt humanistischen Schriften aus den Jahren 1943–45 (1945)
- Der Göttliche Arzt. Studien über Asklepius und seine Kultstätte (1948)
- Niobe. Neue Studien über Antike Religion und Humanität 1949
- Pythagoras und Orpheus. Präludien zu einer zukünftigen Geschichte der Orphik und des Pythagoreismus (1950)
- Die Jungfrau und Mutter der griechischen Religion. Eine Studie über Pallas Athene. (1952)
- Stunden in Griechenland, Horai Hellenikai (1952)
- Unwillkürliche Kunstreisen. Fahrten im alten Europa 1952 (1954)
- Griechische Miniaturen (1957)
- Gespräch in Briefen (Thomas Mann/Karl Kerényi) (1960)
- Streifzüge eines Hellenisten, Von Homer zu Kazantzakis. (1960)
- Prometheus – Die menschliche Existenz in griechischer Deutung. (1962)
- Die Religion der Griechen und Römer (1963)
- Die Mythologie der Griechen (1966)
- Humanistische Seelenforschung; „Werke in Einzelausgaben”, t. 1. (1966)
- Auf Spuren des Mythos; „Werke in Einzelausgaben”, t. 2. (1967)
- Tage- und Wanderbücher 1953–60. „Werke in Einzelausgaben”, t. 3. (1969)
- Der antike Roman (1971)
- Briefwechsel aus der Nähe (Hermann Hesse/Karl Kerényi). (1972)
- Apollon und Niobe. Hrsg. von Magda Kerényi. „Werke in Einzelausgaben”, t. 4. (1980)
- Urbilder der Griechischen Religion. Hrsg. von Magda Kerényi. Werkausgabe, t. 5. (1998)

### Tłumaczenia polskie
- Hermes przewodnik dusz, przełożył Jerzy Prokopiuk, Wydawnictwo Sen, Warszawa 1993
- Dionizos: archetyp życia niezniszczalnego, przełożył Ireneusz Kania, Wydawnictwo Baran i Suszyński, Kraków 1997
- Misteria Kabirów. Prometeusz, przełożył Ireneusz Kania, Wydawnictwo Czytelnik, Warszawa 2000
- Mitologia Greków, przełożył Robert Reszke, Wydawnictwo KR, Warszawa 2003
- Eleusis: archetypowy obraz matki i córki, przełożył Ireneusz Kania, Wydawnictwo Homini, Kraków 2004